# アルベルトゥス大学ケーニヒスベルク
アルベルトゥス大学ケーニヒスベルク（ドイツ語: Albertus-Universität Königsberg）は、ドイツ・東プロイセンのケーニヒスベルクにあった大学。プロイセン公アルブレヒトによって1544年に第2校目のプロテスタントアカデミー (マールブルク大学に次ぐ) として創立された。通称、ケーニヒスベルク大学。
第二次世界大戦後、ケーニヒスベルク市は1945年8月のポツダム協定によってソビエト連邦に編入され、カリーニングラードと改名した。
ケーニヒスベルク大学は1945年に閉校し、残っていたドイツ人は追放された。現在、カリーニングラードにあるイマニュエル・カント記念バルト連邦大学は、アルベルトゥスの伝統を受け継ぐとされる。

## 学史
元ドイツ騎士団総長で、1525年以降、初代プロイセン公のアルブレヒトは、ザームラント司教区参事会よりプレーゲル川のクナイプホーフ島にあるケーニヒスベルク大聖堂の後ろの土地を購入し、そこで1542年にギムナジウムを建設した。1544年7月20日、コレギウム・アルベルティーヌムの設立権利証書を発行し、大学は8月17日に開校式を行った。

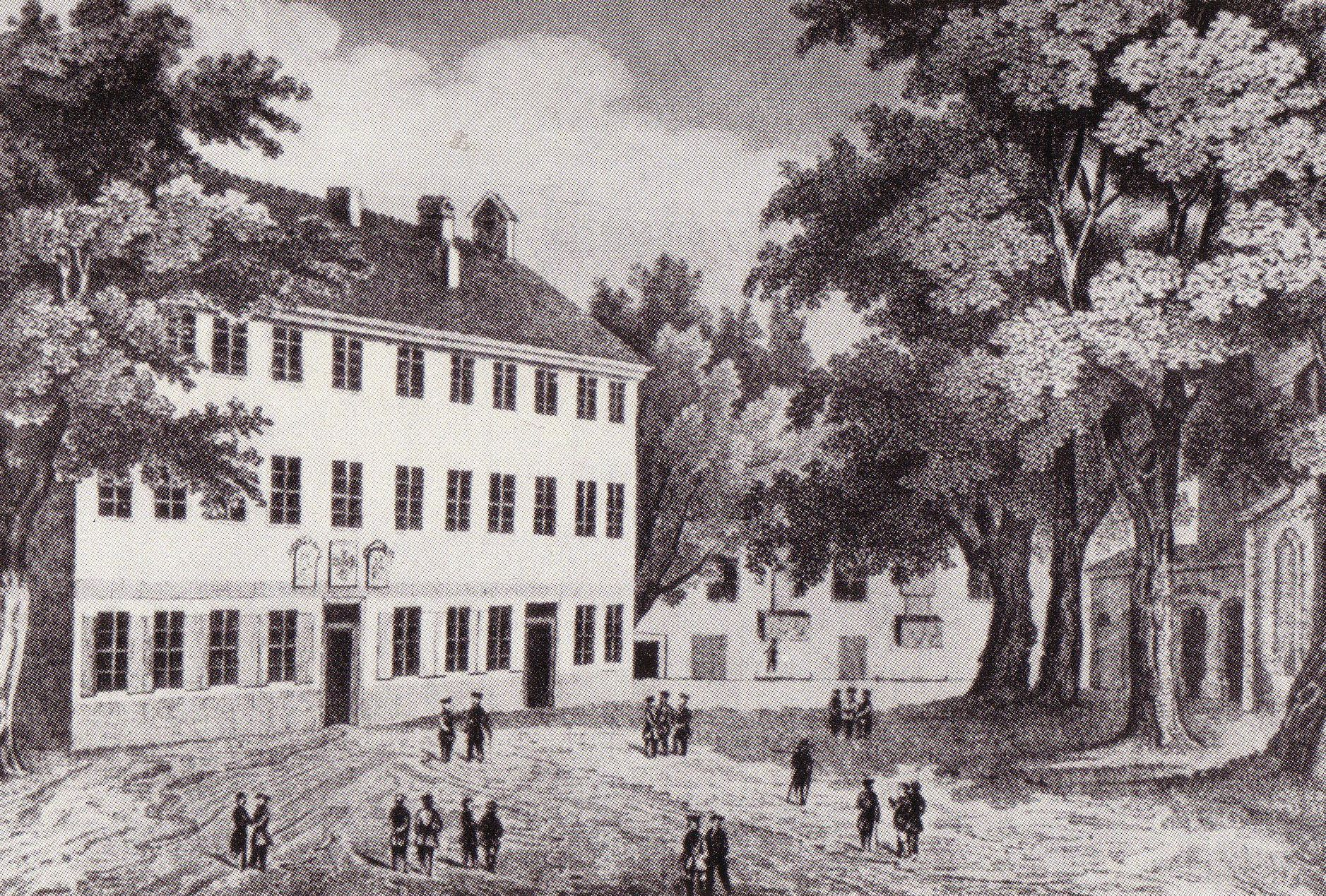
コレギウム・アルベルティーヌム, 1850年頃

新しく建国されたプロテスタントの公国はポーランド王国王冠領の領地であり、大学はカトリック系クラクフアカデミーに対する形でルター派が運営した。最初の学長はフィリップ・メランヒトンの義理息子の詩人ゲオルク・サビヌスである。リトアニアの学者スタニスワフ・ラパリオニスやアブラオマス・クルヴィエティスは初期の大学教授陣の中にいた。すべての教授達はアウクスブルク信仰告白に宣誓をしなければならなかった。プロイセンの領域は神聖ローマ帝国の国境をまたがっていた、皇帝カール5世とパウルス3世の2人は承認を保留したけれども、ケーニヒスベルクアカデミーは1560年3月28日にポーランド国王ジグムント2世から国王特権を受け取った。
1618年からプロイセン公国はブランデンブルク辺境伯による同君連合に統治され、そしてまた1657年に「大選帝侯」フリードリヒ・ヴィルヘルムは、最終的にヴェーラウ条約によってポーランドからプロイセンの主権を完全に獲得した。アルベルトゥスは、ブランデンブルク＝プロイセン、プロテスタントの知的中心地であった。当初は神学、医学、哲学、法学の4つのコレージュで構成され、のちに、自然科学系も創設した。それ以後の学長には、数多くのホーエンツォレルン家のプロイセン王族が務めていたが(最後は皇太子ヴィルヘルム・フォン・プロイセン、1908–1918)、しかし大学に出向くことはなく、通常は学術団体事務担当の副学長が代表した。

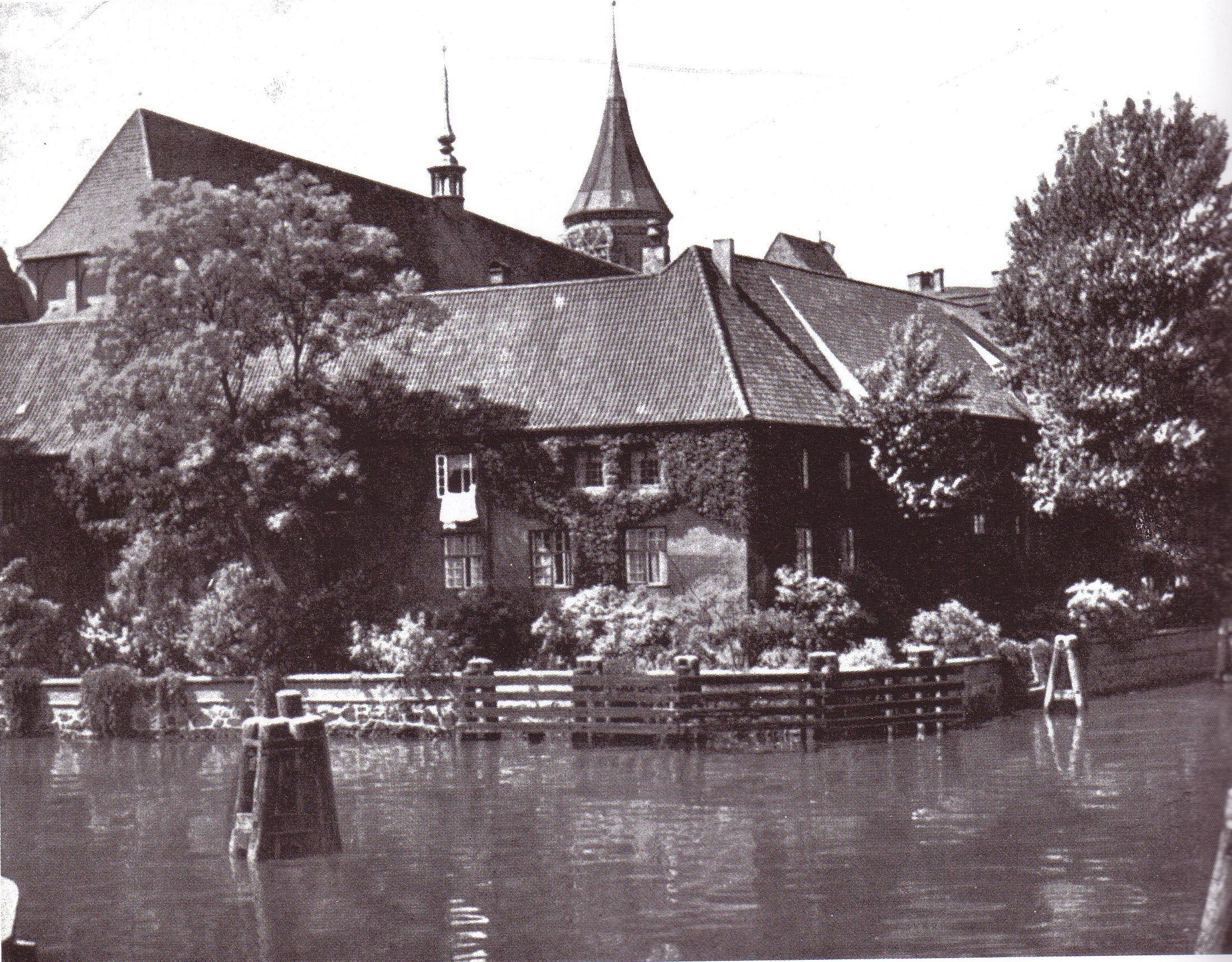
クナイプホーフにあるコレギウムアルベルの裏側、ここでカントが教えていた。この地区は第二次世界大戦で破壊された。

プロイセン領域は悲惨な三十年戦争においてほぼ無傷で残ったため学生の間でケーニヒスベルク大学は人気を博した。17世紀、1656年/57年に学長を務めた、詩人ジーモン・ダッハの拠点としても知られている。ロシア皇帝ピョートル1世は1697年にアルベルトゥスを訪問したため、プロイセンとロシア帝国間の接触を増やすことにつながった。ケーニヒスベルクで注目すべきロシアの学生には、のちにロシア科学アカデミーの総裁になったキリル・ラズモフスキー、そして将軍ミハイル・アンドレーエヴィチ・ミロラドヴィチである。大学と市はリトアニアの文化発展に多大な影響を与えた。リトアニア語の最初の図書は1547年にここで印刷され、複数の重要なリトアニアの作家がアルベルトゥスに通った。また、大学はバルト・ドイツ貴族のお気に入りの教育機関でもあった。
18世紀は啓蒙思想における「ケーニヒスベルクの世紀」として文化史に名をとどめている、アルベルトゥスの学生だったヨハン・クリストフ・ゴットシェートのころに全盛期が始まり、哲学者ヨハン・ゲオルク・ハーマンや作家テオドール・ゴットリーブ・フォン・ヒッペル・エルダーらがそれに続いた。著名な卒業生にはヨハン・ゴットフリート・ヘルダー、ツァハリアス・ヴェルナー、ヨハン・フリードリヒ・ライヒャルト、E.T.A.ホフマン、そして何よりも哲学者イマヌエル・カントは1786年と1788年に学長も務めた。これら学徒らが、のちのヴァイマル古典主義やドイツ・ロマン主義運動の基礎を築いた。
アルベルトゥスの壮大な植物園はナポレオン戦争中の1811年に開園した。2年後、フリードリヒ・ヴィルヘルム・ベッセルは園の隣に優れた天文台を設置した。大学教授陣には哲学者ヨハン・ゴットリープ・フィヒテ(1806–07)、生物学者カール・エルンスト・フォン・ベーア(1817–34)、数学者カール・グスタフ・ヤコビ(1829–42)、鉱物学者フランツ・エルンスト・ノイマン(1828–76)、物理学者ヘルマン・フォン・ヘルムホルツ(1849–55)などのような科学世界の巨人達が含まれている。
19世紀および20世紀、大学は数学の学び舎として最も有名であり、カール・グスタフ・ヤコブ・ヤコビを創始として、彼の教え子ルートヴィヒ・オットー・ヘッセ、フリードリヒ・リシェロー、ヨハン・ゲオルク・ローゼンハイン、ルートヴィヒ・ザイデルらによってそれは受け継がれていった。これはのちにヘルマン・ミンコフスキー（アルベルト・アインシュタインの先生）、アドルフ・フルヴィッツ、フェルディナント・フォン・リンデマン、そして近代随一の数学者の1人ダフィット・ヒルベルトらの名が加わった。数学者アルフレッド・クレープシュおよびカール・ゴットフリート・ノイマン(ともにケーニヒスベルク生まれにして、ルートヴィヒ・オットー・ヘッセの下で教育を受けた)は、1868年に『Mathematische Annalen』を創刊、これはやがて当時で最も影響力をもった数学学術雑誌になっていった。

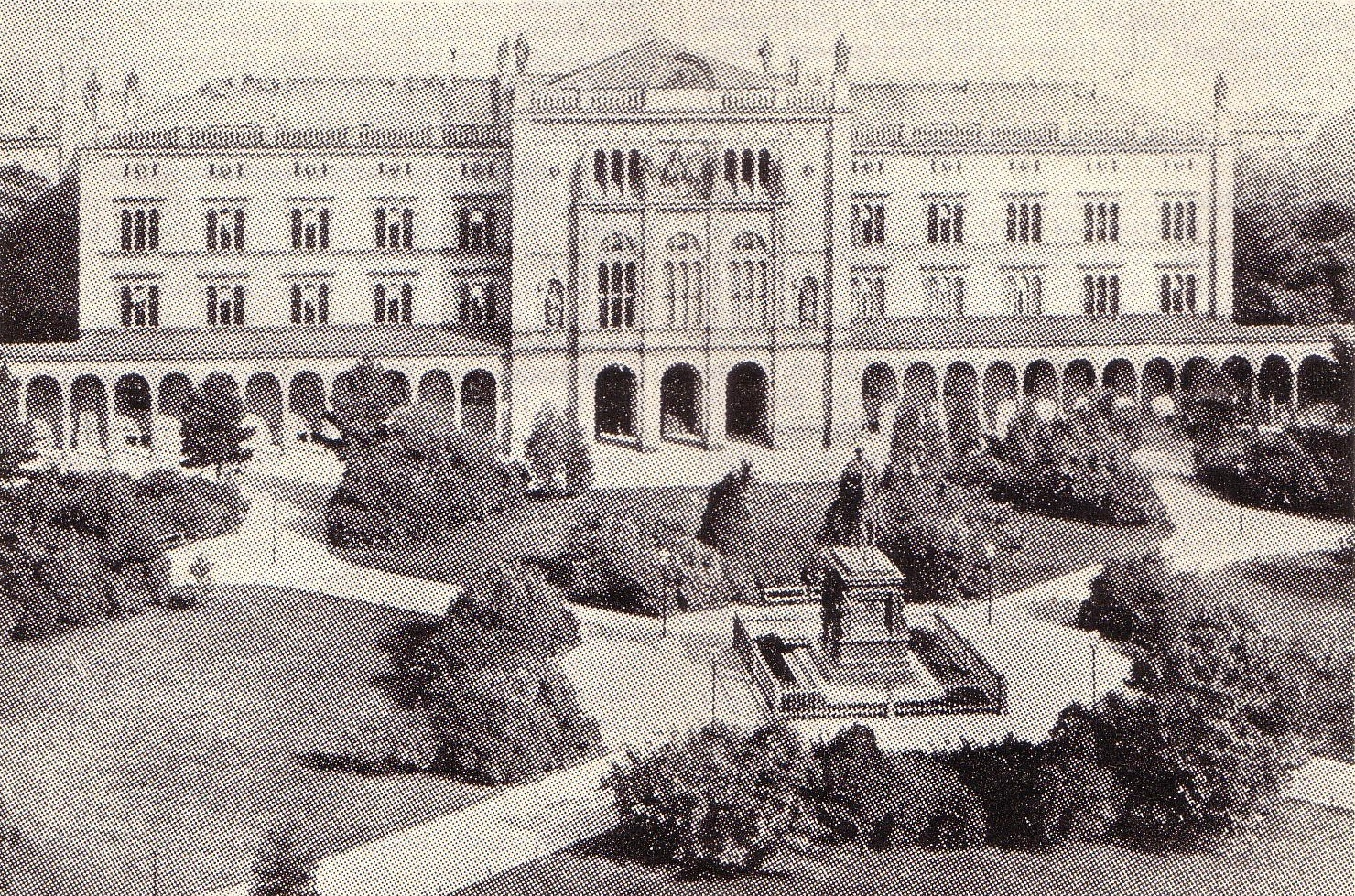
1844年に竣工したアルベルトゥス新本館

1844年8月31日に大学開校300年記念祭を祝う、プロイセン王フリードリヒ・ヴィルヘルム4世はアルベルトゥスの新本館の土台を築きあげ、それは皇太子フリードリヒ3世や副学長ヨハン・カール・ローゼンクランツによって1862年に開館式が執り行われ使用開始した。閲兵広場中央の建物はフリードリヒ・アウグスト・シュテューラーの設計、計画によってネオルネッサンス建築様式に建てられた。建物正面にはプロイセン公アルブレヒトの浮き彫り細工の騎馬図が飾られている。その下の方にプロテスタントの改革者マルティン・ルターやフィリップ・メランヒトンの彫像が壁龕にある。内部には大理石の円柱を支えている堂々たる階段がある。評議員会講堂にはリヒャルト・ラウヘルトによって描かれた皇帝フリードリヒ3世の肖像画や彫刻家ヨハン・ゴットフリート・シャドウの教え子フリードリヒ・ハーゲマンによって制作されたイマヌエル・カントの胸像が飾られている。隣接している講堂("Aula") には1870年に描かれたフレスコ画が飾られていた。
大学図書館は、1901年にミッテルベルカイムに所在し、約23万冊以上が所蔵されていた。ドリット・フリース・シュトラーセの近くに多機能施設パレストラ・アルベルトゥスが有り、市民や学生の間でスポーツ競技を高い形で奨励するため1898年に設立した。すぐ近くには官公庁があり、画家フーゴー・クノールや風景画家マックス・シュミットらによって描かれた壁画が飾られている。
大学末期間、ヴェルサイユ条約によって東プロイセン州の領域分離後、アルベルトゥスの教員やドイツ学生連合は知的生活をドイツナショナリズムの方向へと押しあげ、帝国との連携を強調した。 1944年7月10日、大学は帝国大臣ヴァルター・フンク参列下でその400周年を迎えた。数週間後、8月26日/27日および29日/30日の夜の間に、ケーニヒスベルクは、広範囲に英国空軍によって爆撃された。さらに1945年1月から4月にかけて市は赤軍の東プロイセン攻勢、そして最後にケーニヒスベルクの戦いによって荒廃した。大将オットー・ラッシュは4月9日に降伏文書へ調印、歴史的中心街は攻撃によって破壊され、大学キャンパスの約80%は廃墟と化した。教授陣は避難し、その多くはゲッティンゲン大学に受け入れられた。ケーニヒスベルク大学の事務局はゲッティンゲンに移って各種手続きや、証明書の発行などを行った。1951年から1994年にかけて、ゲッティンゲン作業部会によって年鑑『アルベルトゥス大学ケーニヒスベルク年鑑』を刊行した。

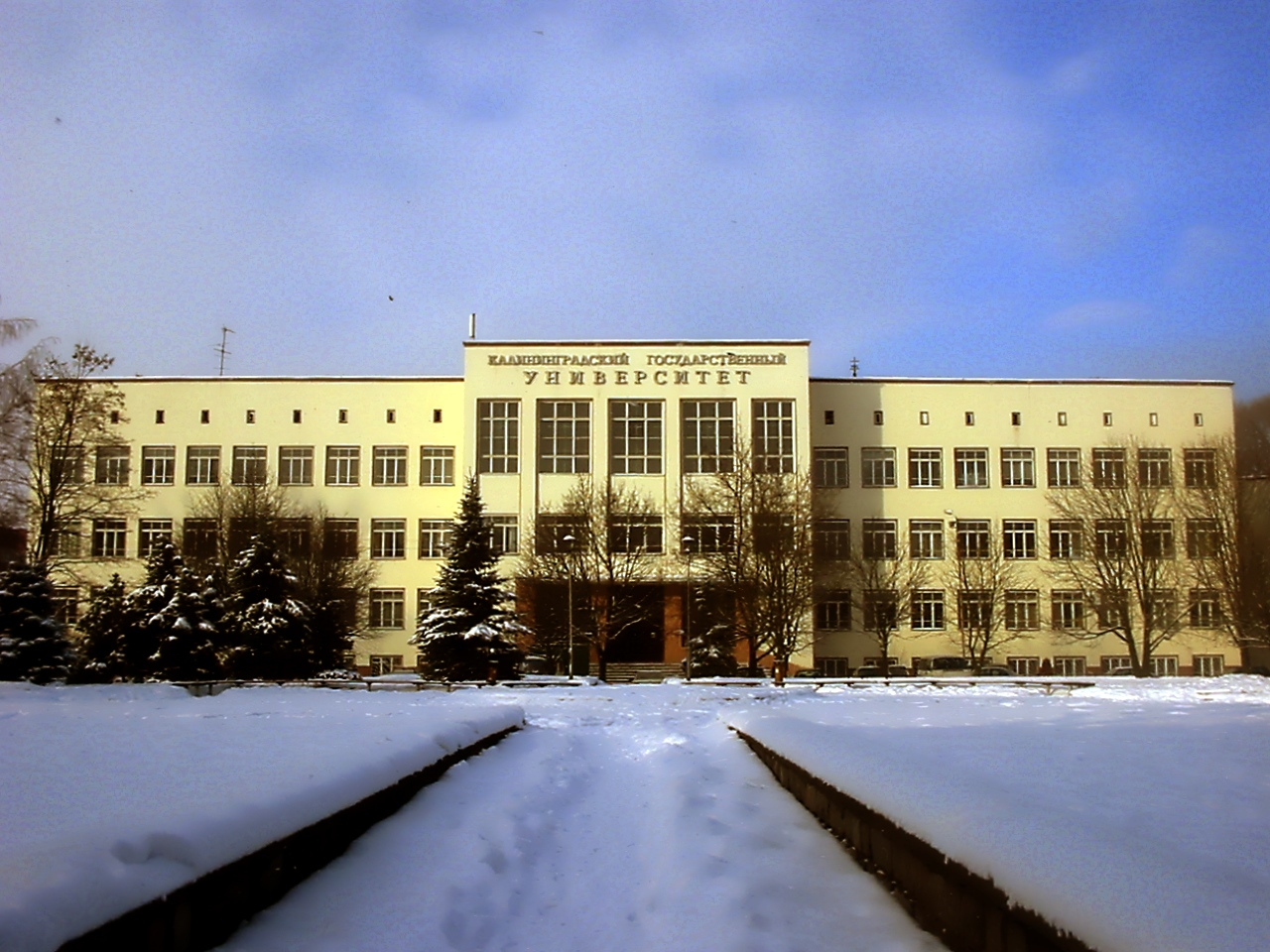
アルベルトゥス本館は跡に建つイマヌエル・カント記念バルト連邦大学本館。建物正面はドイツ時代にあったものと非常に異なっている。

アルベルトゥス本館を含む残った学内施設は1948年からカリーニングラード国立教育大学（ロシア語: Калининградский государственный педагогический институт (КГПИ)）によって利用された。同大学は1967年にカリーニングラード国立大学（ロシア語: Калининградский государственный университет (КГУ)）となり、2005年にイマヌエル・カント記念バルト連邦大学（ロシア語: Балтийский федеральный университет имени Иммануила Канта）に改称した。

## 著名な同窓生

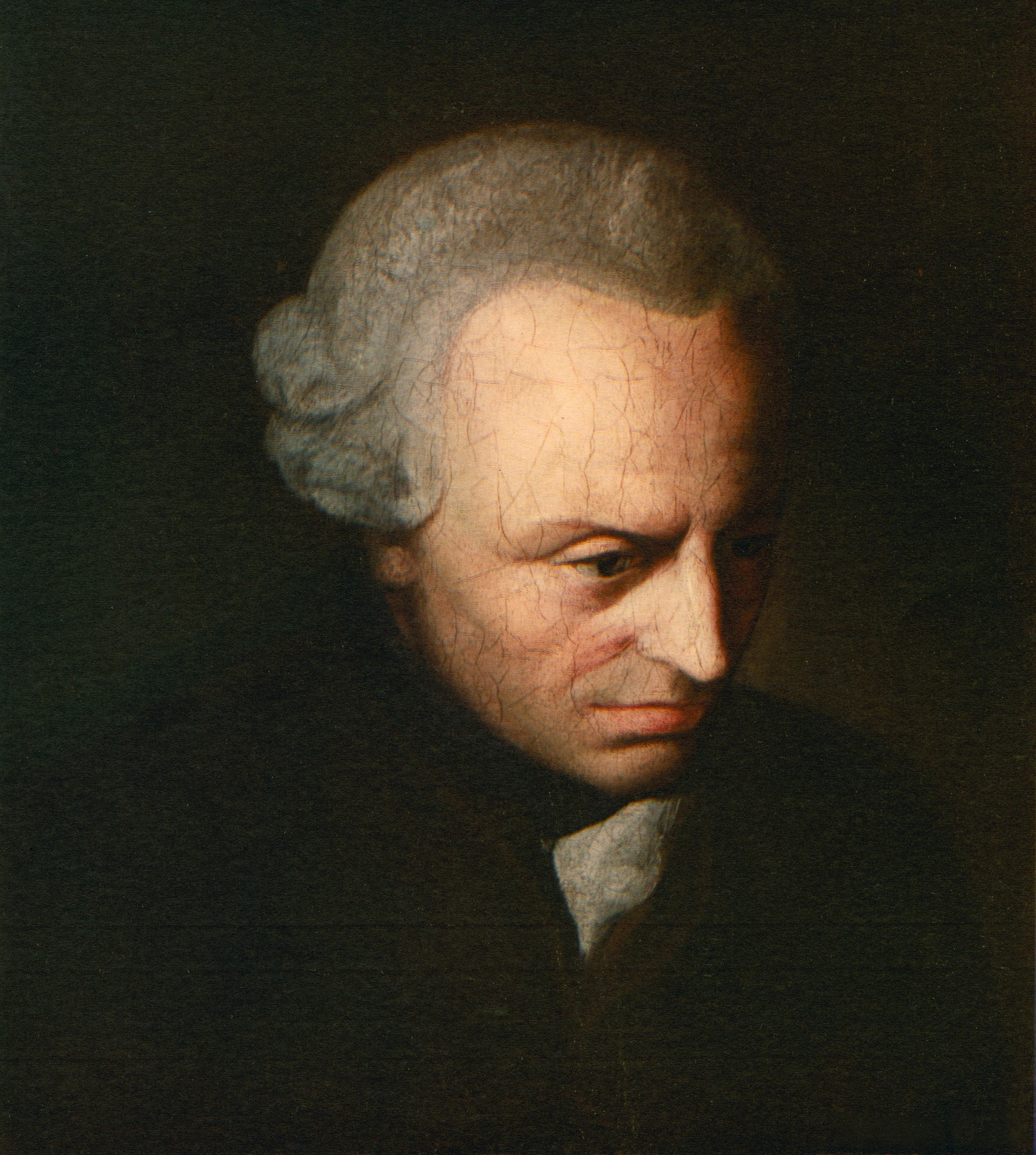
ケーニヒスベルクの地を愛し、ほぼ終生離れることがなかった哲学者カントはケーニヒスベルク大学で学び、教員として、さらに学長として生涯関わり続けた。
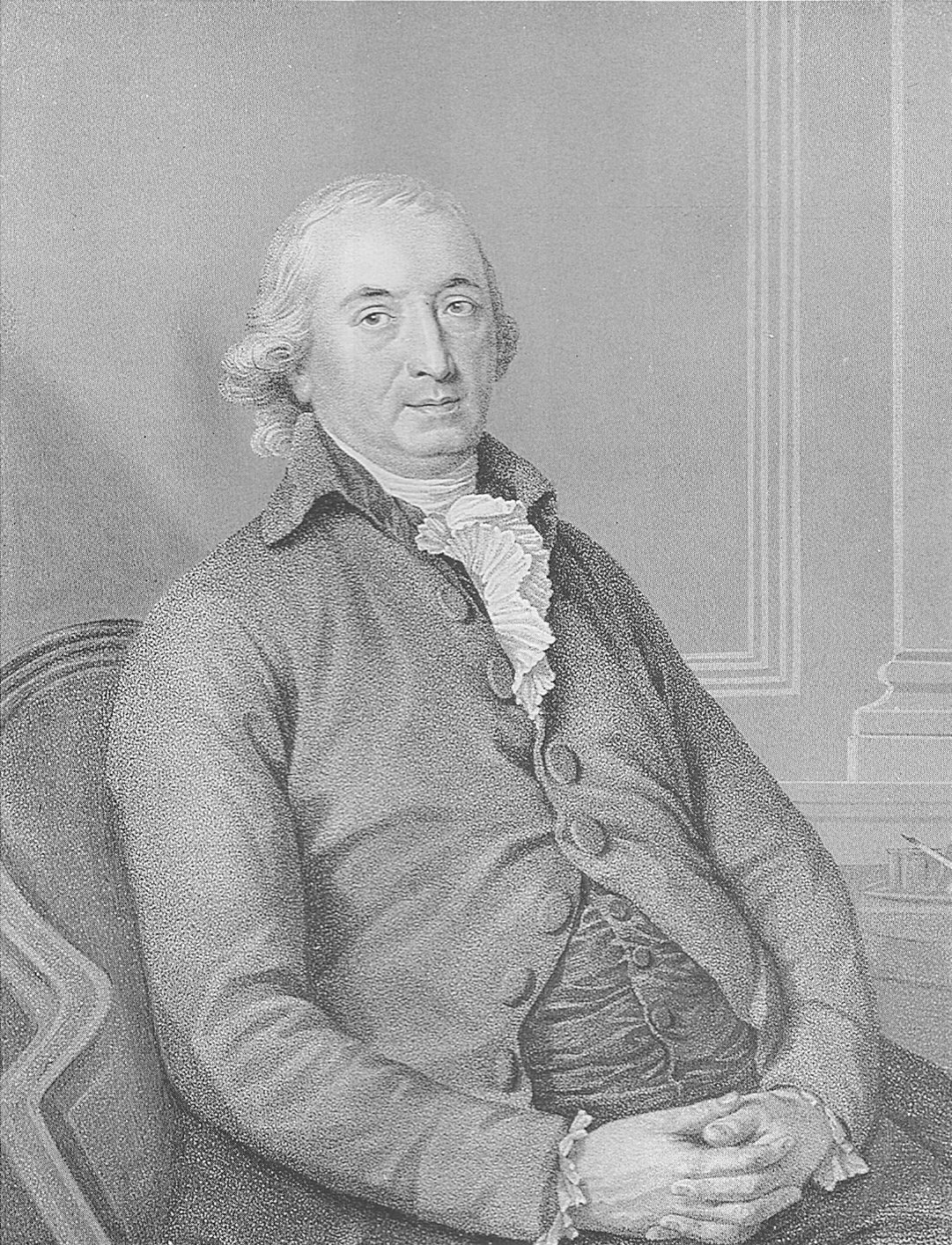
ともに本学出身のカントとハーマンの弟子であり、シュトゥルム・ウント・ドラングやドイツ・ロマン主義の理論的原動力となった哲学者ヘルダー
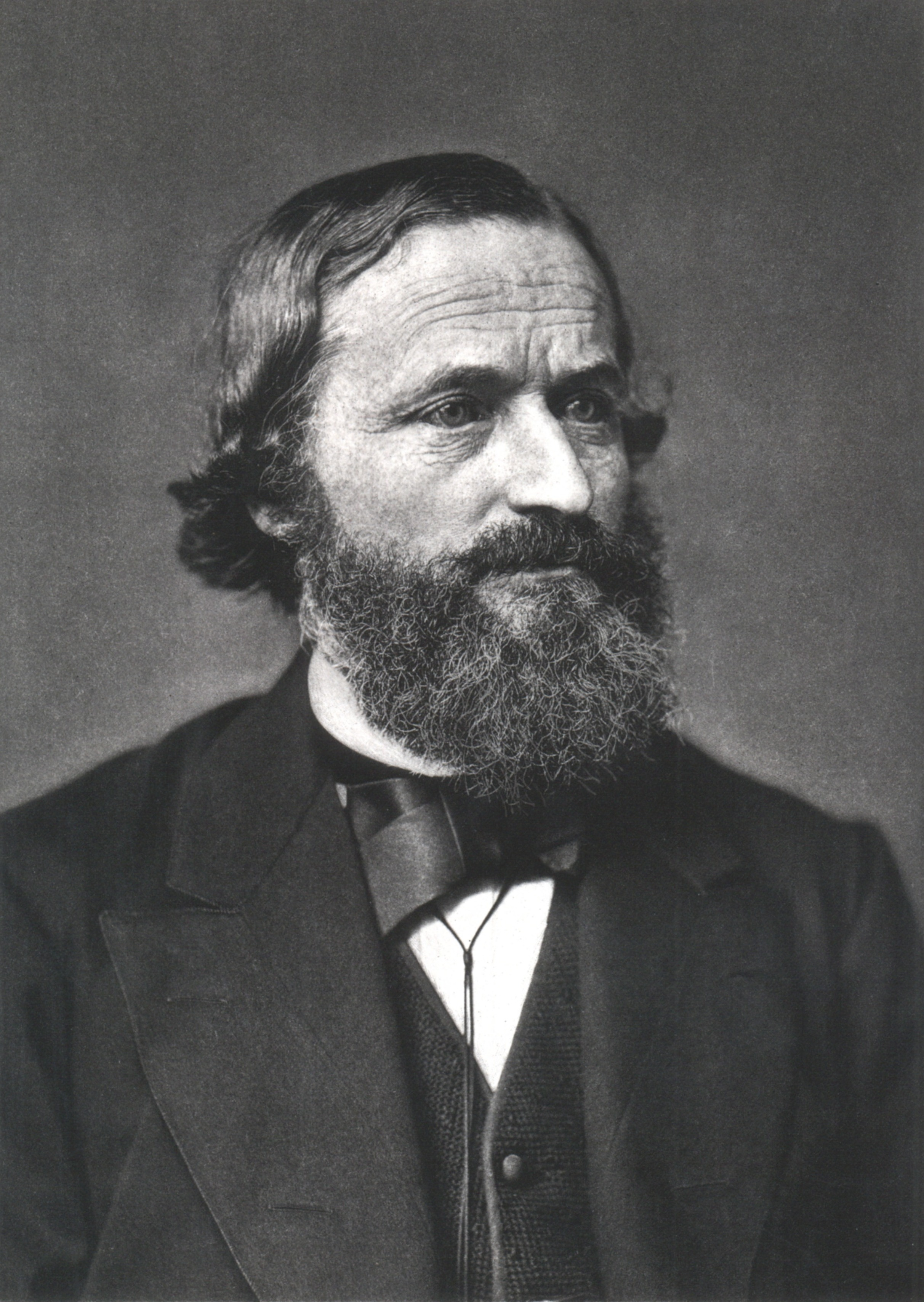
電気回路、放射エネルギー、反応熱といったいずれの分野においても、それぞれ同名の「キルヒホッフの法則」として名を残した物理学者グスタフ・キルヒホフ
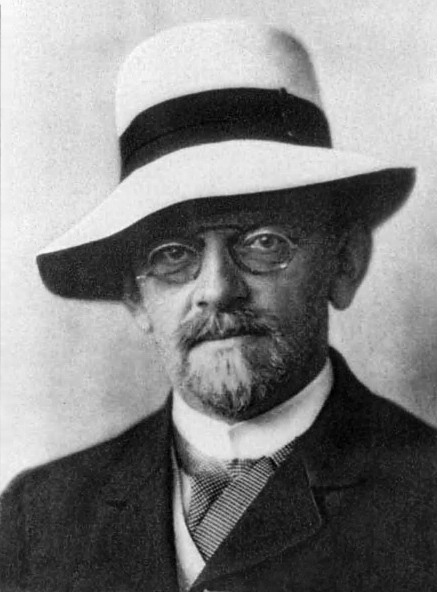
現代数学の父ダフィット・ヒルベルト

- E.T.A.ホフマン、作家
- クリスティアン・ゴールドバッハ、数学者
- ヤン・コハノフスキ、詩人
- ヘルマン・ミンコフスキー、数学者

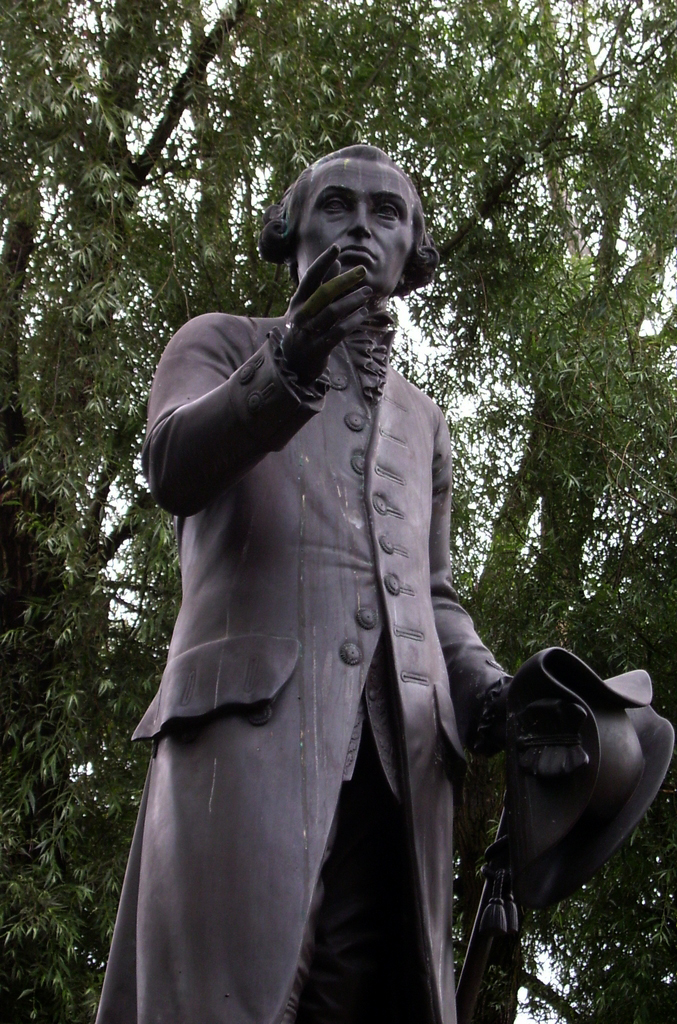
1864年に彫刻家クリスティアン・ダニエル・ラウフによって最初に制作、展示されていたイマヌエル・カント像。1945年に撤去され、レプリカが1992年に旧閲兵広場で復元した。

- フリーダ・フロム＝ライヒマン、精神科医、心理療法家。
- ヨハン・ゲオルク・ハーマン、哲学者
- フリードリヒ・ヴィルヘルム・アルゲランダー、天文学者
- エーリッヒ・フォン・ドリガルスキー、地理学者、地球科学者
- ゲオルク・アドルフ・エルマン、物理学者、地球科学者
- ダフィット・ヒルベルト、数学者
- ボート・ツー・オイレンブルク、政治家
- フリードリヒ・アルブレヒト・ツー・オイレンブルク、外交官、政治家
- ヨハン・フランク、弁護士、詩人
- テーオドール・ゴルトシュテュッカー、東洋学者、サンスクリット研究者
- ヨハン・クリストフ・ゴットシェート、文学者。
- ゴットヒルフ・ハーゲン、技術者
- エドゥアルト・ハイネ、数学者
- ヨハン・ゴットフリート・ヘルダー、哲学者、文学者、詩人、神学者
- ルートヴィヒ・オットー・ヘッセ、数学者
- ルートヴィヒ・ザイデル、数学者
- テオドール・カルツァ、数学者、物理学者
- グスタフ・キルヒホフ、物理学者
- 古武弥四郎、医化学者
- エーリッヒ・ケーラー、数学者、哲学者
- イマヌエル・カント、哲学者
- フリッツ・アルベルト・リップマン、生化学者
- ベルント・フライターク・フォン・ローリングホーフェン、軍人
- オットー・デンプヴォルフ、言語学者
- ヨハネス・アプロマイト、植物学者
- ヨハン・フリードリヒ・ライヒャルト、作曲家、音楽評論家
- オットー・ローゼンベルガー、天文学者
- ホルスト・アデマイト、軍人
- レオポルト・フォン・シュレンク、動物学者、地理学者、民族誌学者
- テオドール・カルツァ、数学者、物理学者
- ヴィルヘルム・フォン・プロイセン、プロイセン王国の王族
- アルノルト・ゾンマーフェルト、物理学者
- ヴォルデマール・フォークト、物理学者
- エミール・ヴィーヘルト、地球物理学者
- アルブレヒト・ウェルニヒ、医学者
- フリードリヒ・エルンスト・ドルン、物理学者
- オットー・バッホフ、法学者
- ヴィルヘルム・ディートリヒ・フォン・ブッデンブローク、貴族、軍人
- エーレンフリート・ベーゲ、軍人
- アントン・フリードリヒ・ユストゥス・ティボー、法学者
- エルンスト・マイヤー (政治家)、政治家
- パウル・シェラー、物理学者
- フーベルトゥス・テレンバッハ、精神科医
- ベルンハルドゥス・ウァレニウス、地理学者
- アルトゥル・アウヴェルス、天文学者
- カール・アウグスト・フォン・シュタインハイル、物理学者
- ルドルフ・リプシッツ、数学者
- リヒャルト・クレープス、地質学者
- クリスティヨナス・ドネライティス、牧師
- フェルディナント・シュール、植物学者
- フーゴー・ハーゼ、政治家
- カスパール・フォン・シュティーラー、詩人

## 教員（教授・講師など）

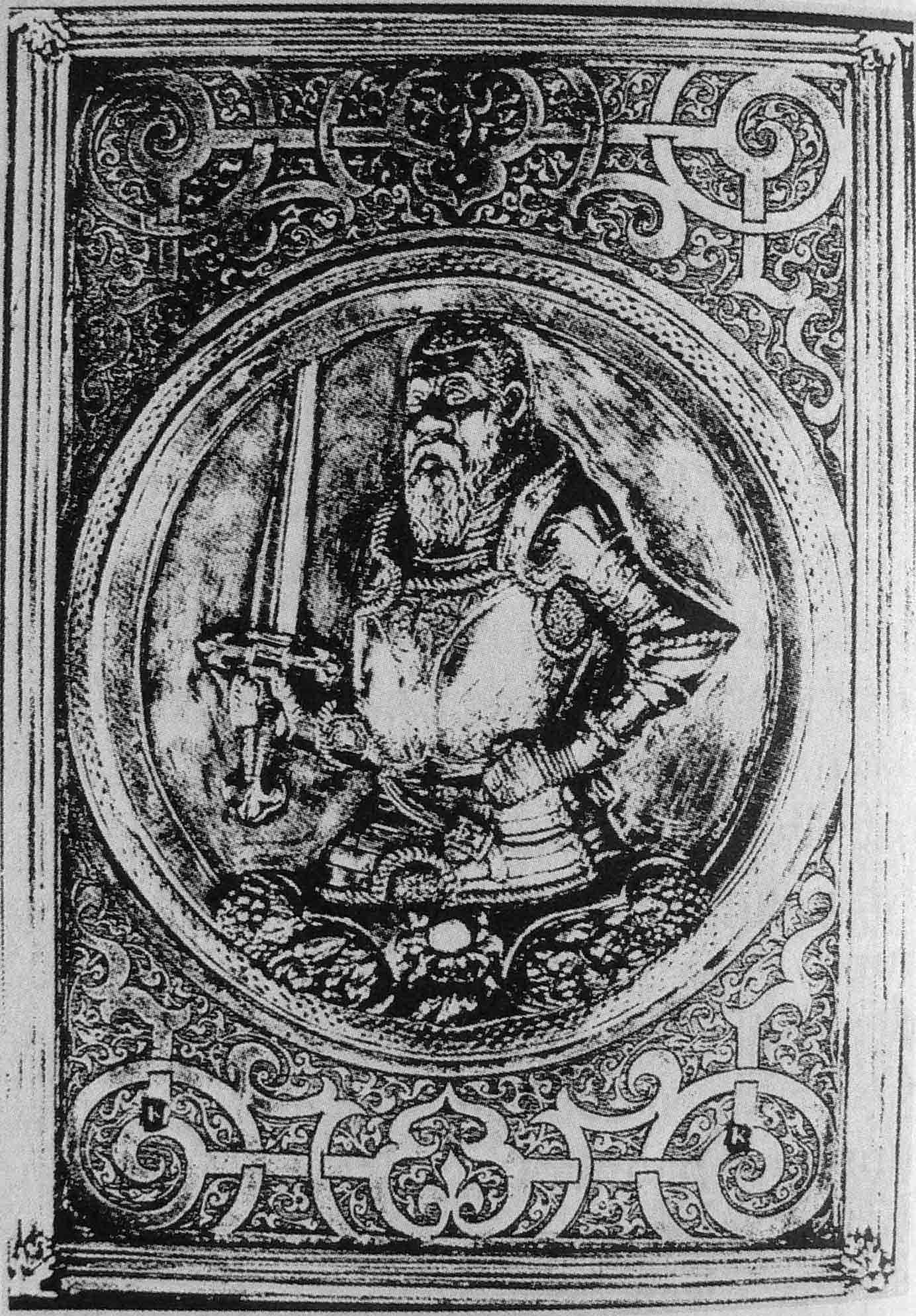
大学図書館の一部であった有名なSilberbibliothek ("銀の図書館")の書籍類の1つにあたるブックカバーに描かれたプロイセン公アルブレヒト。同様に有名なWallenrodt library、それは1945年以降、失われている。

- アドルフ・フルヴィッツ
- セゲー・ガーボル
- ヘルマン・フォン・ヘルムホルツ
- ヨハン・フリードリヒ・ヘルバルト
- フリードリヒ・ヴィルヘルム・ベッセル
- ルートヴィヒ・ブッセ
- カール・グレーベ
- ギュンター・ボルンカム
- フリードリヒ・ブルダッハ
- クリスティアン・ルエルセン
- グスタフ・ラートブルフ

## 名誉学位
- アグネス・ミエゲル
- ヴィルヘルム・ペーターゼン
- カール・ワイエルシュトラス